# Localismo
Los localismos o regionalismos son palabras, expresiones o atribuciones de significados cuyo uso es exclusivo de un área geográfica determinada.
En el español y en otros idiomas extendidos por una zona geográfica amplia, se consideran localismos aquellos vocablos o expresiones propios de una localidad o región que en los demás no se utiliza porque existe un equivalente o bien que tienen un significado diferente al original.
A continuación se exponen variados ejemplos de localismos:

## Inglés

### Estados Unidos - Gran Bretaña
- cookie frente a biscuit (galleta)
- movie frente a film (película)
- truck frente a lorry (camión)
- candy frente a sweet (dulce, golosina)

## Español o castellano

### España - Hispanoamérica
Diferencias de objetos y cosas
- ordenador frente a computadora, computador
- coche frente a carro, auto
- móvil frente a celular
- zumo frente a jugo

Diferencias en el mundo de la informática:
| matriz (multidimensional) vector (monodimensional) | arreglo                           |
| informática                                        | computación (también informática) |
| ordenador                                          | computadora; computador           |
| Copia de seguridad                                 | Copia de respaldo                 |
| Boletín Electrónico                                |                                   |
| Cortafuegos                                        | Firewall                          |
| Entorno                                            | Ambiente                          |
| Fichero (también archivo)                          | Archivo                           |
| Ratón                                              | Mouse                             |
| Pulsar                                             | Presionar/Oprimir                 |
| Trazador gráfico                                   | Graficador                        |
| Tratamiento de textos                              | Procesador de palabras            |
| CD (ce-dé)                                         | CD (si-di)                        |

### Diferencias entre México y Venezuela
La diferencia en el uso exclusivo de una palabra en un lugar o país entre los hablantes del español se nota especialmente en la designación de objetos y alimentos o las tareas de quehacer diario. En el recuadro siguiente aparecen algunos ejemplos:
| Otros países            | España        | Argentina                        | Colombia | Chile   | Cuba         | Perú     | Venezuela        | México                            | Andalucía                            | Guatemala               | Uruguay              |  |
| ----------------------- | ------------- | -------------------------------- | -------- | ------- | ------------ | -------- | ---------------- | --------------------------------- | ------------------------------------ | ----------------------- | -------------------- |  |
| queque, bizcocho, dulce | tarta, pastel | torta                            | torta    | pastel  | quey         | keke     | torta            | pastel                            | carpeta                              | pinller                 | torta                |  |
| chiricano               | alubia, judía | poroto                           | frijol   | poroto  | habichuela   | frejol   | caraota          | frijol                            | habichuela                           | frijol                  | poroto               |  |
| -                       | autobús¹      | colectivo, micro, ómnibus, bondi | bus      | micro   | guagua       | micro    | autobús, busetas | camión, rutera, pesero, colectivo | autobús, camioneta (más restringido) | camioneta, bus, autobús | ómnibus, bondi, bus, |  |
| -                       | esquirol      | carnero                          | esquirol | crumiro | rompehuelgas | amarillo | rompehuelgas     | rompehuelgas                      | esquirol                             | rompehuelgas            | carnero              |  |

¹Según las regiones, se le llaman también: autocar, y en Canarias, guagua
Las palabras que se usan exclusivamente en un país determinado o que tienen un significado exclusivo en ese país suelen denominarse según la región: argentinismo , mexicanismo, españolismo (restringido a su uso exclusivo en España), venezolanismo, etcétera. Sin embargo, hay localismos mucho más restringidos; por ejemplo, el andalucismo, limitado a la región de Andalucía, en España (limitado solo en lo geográfico, ya que lingüísticamente el dialecto andaluz es probablemente el más diferenciado del ámbito de la lengua española); el habla del estado mexicano de Chiapas, es más cercano a la forma de hablar de Guatemala que de México; el habla del estado Táchira de Venezuela se parece más al habla de Colombia que de Venezuela; el habla de la provincia de Buenos Aires es distinto al resto de Argentina, etcétera.
De todas formas, la lexicología muestra importantes variaciones regionales, que no pueden apreciarse en una comparación binaria o en un esquema. Ésta no se limita a los americanismos (como guagua, que en Chile es un niño de pecho y en Cuba o Puerto Rico un vehículo motorizado, especialmente un autobús) ni a los términos de argot (como polla, que — además de su sentido canónico de "gallina nueva"— designa informalmente al pene en España, a una bebida en México y a un juego o sistema de apuestas en Chile).
En América pasa también que las corrientes de inmigrantes europeos (principalmente) y esclavos africanos han influido en los localismos, ya que han traído palabras de distintos idiomas; por ejemplo, en el Río de la Plata una cerveza también puede pedirse como "birra"; cuando uno va a un teatro de variedades (generalmente comediantes) va al "café concert", y un pan francés es una "baggete". Además, hace falta mencionar la terminología que dejaron los ingleses en cosas cotidianas o del fútbol, como: garage, corner, offside, service, shopping, auto, shampoo, water, ticket, locker, parking, etcétera.